# Enlil-Nádin-Apli
Enlil-Nádin-Apli (dosl. Enlil daroval následníka, někdy také Enlil-Nádin-Achché) byl král Babylonie, který vládl v letech 1106–1102 př. n. l.. Na babylonský trůn nastoupil po svém otci, Nebukadnesaru I. Během válečného tažení do Asýrie proti asyrskému králi Tiglatpilesarovi I. propukla proti němu vzpoura vedená jeho strýcem Marduk-Nádin-Achchém, bratrem jeho otce. V zájmu potlačení vzpoury se Enlil-Nádin-Apli urychleně vrátil domů, kde však byl vzbouřenci zabit a jeho strýc nastoupil na trůn.